# Soil washing
Il soil washing è una tecnica di bonifica del suolo contaminato che prevede il recupero della parte pregiata del mezzo attraverso un processo di separazione fisica dell'inquinante. 
La tecnica può avvenire sia on site sia off site. 

## Meccanismo
Questa tecnica consiste nell'escavare il suolo contaminato e nel conferirlo in un impianto mobile per il trattamento.
La tecnica del soil washing si basa sul principio che i contaminanti vengono veicolati attraverso le particelle più fini presenti nelle frazioni del suolo, e consiste nell'effettuare un vero e proprio lavaggio (washing) con acqua, soluzioni acquose di tensioattivi, biosurfattanti, oppure con solventi organici. 
I metodi su cui si basa la rimozione dei contaminanti sono due:
- Dissoluzione completa dei contaminanti nella soluzione acquosa di estrazione;
- Concentrazione ed eventuale dispersione dei contaminanti nella soluzione di estrazione, sotto forma di particelle sospese.

Il lavaggio avviene scegliendo, in funzione della tipologia di inquinante, tra i seguenti possibili fluidi estraenti: 
- Acqua, per contaminanti facilmente solubili (es. solfati e cloruri);
- Acqua con tensioattivi, nel caso di contaminazioni da idrocarburi; 
- Solventi organici, per la rimozione di composti altrimenti poco solubili in acqua come gli idrocarburi;
- Soluzioni acide (es. HCl, H2SO4 ed HNO3), per contaminazioni da metalli pesanti;
- Soluzioni alcaline (es. NaOH, Na2CO3), per contaminazioni da cianuri; 
- Agenti complessanti (acido citrico, acetato di ammonio, NTA ed EDTA-acido etilendiamminotetracetico), per contaminazioni da metalli pesanti. 
Le principali fasi del processo di Soil Washing sono:
- Pretrattamento del terreno contaminato, per suddividerne la granulometria;
- Lavaggio ed estrazione dei contaminanti, che vengono rimossi dal terreno e trasferiti in una fase liquida/acquosa;
- Separazione delle fasi liquido estraente - terreno;
- Post-trattamento del terreno.

Nella pratica il terreno contaminato subisce un processo di lavaggio, una selezione granulometrica dei materiali lavati e in ultimo un trattamento chimico-fisico della parte acquosa/fangosa con recupero delle acque di lavaggio. 
Esclusi i casi di dissoluzione completa dell'inquinante all'interno del fluido estraente, il processo consente di separare le frazioni con granulometria maggiore (tipo le sabbie e ghiaie), da limo ed argilla concentrando i contaminanti proprio in questa frazione. 
Le particelle di maggiori dimensioni, dopo il lavaggio, possono essere riutilizzate e riportate nel sito di provenienza. La parte rimanente di particelle con piccole dimensioni è quella contenente un'alta concentrazione di contaminanti. 
Tali rifiuti, di dimensioni e peso ridotto, possono essere inviati al riutilizzo in fornace e/o cementerie oppure avviati allo smaltimento definitivo.
La tecnica di Soil washing può essere utilizzata in combinazione con la tecnica ad estrazione con solvente, soprattutto nei terreni in cui si verifichi una contaminazione mista. 
Il caso specifico è quello in cui, in uscita dall'impianto di soil washing, si ottenga una frazione di suolo a norma per i metalli, ma non per gli organici che possono quindi essere bonificati mediante trattamento di estrazione con solvente.

## Applicazioni
Il soil washing è impiegato in caso di contaminazione del suolo da parte di metalli pesanti, idrocarburi (inquinamento localizzato) e pesticidi (inquinamento diffuso). 
Nello specifico il soil-washing può trattare una grande varietà di contaminanti:
- benzene
- toluene
- xilene
- etilbenzene
- idrocarburi clorurati
- oli minerali, fenoli
- idrocarburi policiclici aromatici
- policlorobifenili
- diossine
- cianuri
- metalli pesanti.

La durata del trattamento di soil washing è in genere breve, da uno a tre mesi.
La tecnologia di Soil Washing necessita di eseguire delle prove per verificarne la fattibilità in relazione alle caratteristiche fisiche del suolo ed alla tipologia di contaminazione. 
Se nel terreno sono contenute percentuali di limo e argille elevate, esse rendono maggiormente problematica la fase di separazione solido-liquido; nella pratica la capacità totale di trattamento degli impianti (in t/mese) diminuisce su terreni con più alte percentuali di argilla e limo. 